# (2975) Spahr
(2975) Spahr est un astéroïde de la ceinture principale.

## Description
(2975) Spahr est un astéroïde de la ceinture principale. Il fut découvert par les astronomes russes Hejno Iogannović Potter et A. Lokalov le 8 janvier 1970 à Cerro El Roble. Il présente une orbite caractérisée par un demi-grand axe de 2,248 UA, une excentricité de 0,094 et une inclinaison de 6,895° par rapport à l'écliptique.
Il fut nommé en l'honneur de l'astronome américain Timothy B. Spahr (né en 1970).

## Compléments